# Lianhe Shuiku (reservoar i Kina, lat 21,77, long 110,51)
Lianhe Shuiku (kinesiska: 联合水库) är en reservoar i Kina. Den ligger i provinsen Guangdong, i den södra delen av landet, omkring 320 kilometer sydväst om provinshuvudstaden Guangzhou. Omgivningarna runt Lianhe Shuiku är en mosaik av jordbruksmark och naturlig växtlighet.
Genomsnittlig årsnederbörd är 2 058 millimeter. Den regnigaste månaden är augusti, med i genomsnitt 355 mm nederbörd, och den torraste är februari, med 21 mm nederbörd.